# Sakshi Malik
Sakshi Malik (Rohtak, 3 de setembro de 1992) é uma lutadora de estilo-livre indiana, medalhista olímpica.

## Carreira
Malik competiu nos Jogos Olímpicos Rio 2016, na qual conquistou a medalha de bronze, na categoria até 58 kg.